# Разгон компьютеров

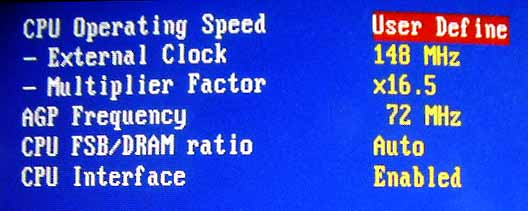
Разгон через установку параметров в БИОС матплаты

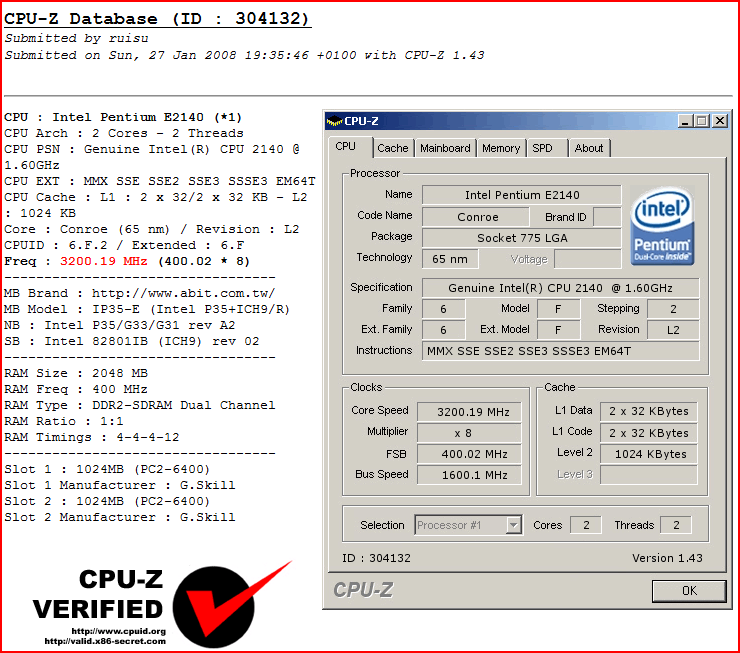
Pentium Dual-Core E2140 100%-разгон

Разгон компьютеров, оверклокинг (англ. overclocking) — процесс увеличения тактовой частоты (и напряжения) компонента компьютера сверх штатных режимов (при общих равных) с целью увеличение производительности системы и компьютера в целом. 
Повышение частоты может достигать максимального значения, при котором сохраняется стабильность работы системы в необходимом для пользователя режиме. При разгоне повышается тепловыделение, энергопотребление, шум, уменьшается рабочий ресурс.

## Цель
Конечная цель разгона — повышение производительности оборудования. Побочными эффектами могут быть повышение шума и тепловыделения, нестабильности, особенно при условии несоблюдения правил, подразумевающих усиление охлаждающего оборудования, улучшения питания компонентов, тонкой настройки разгона.
Противоположную цель ставит андерклокинг (en:Underclocking) — снизить частоту работы оборудования (и, иногда, необходимого для неё напряжения) и этим достичь снижения тепловыделения, шума, а иногда и нестабильности. Может быть особенно актуальным для тихих помещений, экономии энергии или заряда батареи. Также, целью андерклокинга может быть снижение производительности современных мощных процессоров для снижения, до приемлемой, скорости старых видеоигр (может реализовываться и программно).

## Оборудование и методы
Могут быть разогнаны центральные процессоры, память, видеоадаптеры, чипсеты, роутеры и прочее.
Классическим методом разгона может быть задание параметров через интерфейс BIOS оборудования и установку там более высоких значений частот работы компонентов системы, нежели штатные. Другой метод — перепрошивка BIOS'а альтернативной от штатной микропрограммой, имеющей уже другие параметры частот и напряжения по умолчанию. Третий метод — повышение частот через операционную систему с помощью специального разгонного программного обеспечения.
Для улучшения охлаждения и снижения уровня шума устанавливают жидкостное охлаждение, более эффективные (и не всегда менее шумные) вентиляторы взамен штатных (ставят более производительные кулеры), меняют термопасту. 
Некоторые типы процессоров подвергаются конструктивной доработке с целью снижения теплового сопротивления между кристаллом и радиатором, путём удаления защитной крышки процессора («скальпирование») и замены термопасты на более новую или на жидкий металл, но уже в самом процессоре[прояснить]; иногда может встречаться припой, который превосходит термопасту по теплопроводности[прояснить].
Для проверки стабильности (Hardware stress test) используется программное обеспечение, приводящее оборудование в предельный режим нагрузки в тот момент, когда оно уже работает на повышенных частотах.
Для тестов стабильности компонентов компьютеров используются программное обеспечение, такое как: Prime95, AIDA64, Super PI, LINPACK, SiSoft Sandra, BOINC, Memtest86+, OCCT.
- Андервольтинг[источник не указан 401 день]
- Ретроклокинг — разгон устаревшего (ретро) «железа»[1]

## Авторазгон центрального процессора
Многие современные процессоры поддерживают данную функцию, для этого надо в UEFI выбрать OC Mode. Процессор разгоняется до определённой частоты, которую указывает производитель (Intel или AMD). Некоторые процессоры (к примеру Intel Core i9-14900K) могут при помощи авторазгона разгоняться до 6 ГГц.

## Как понять, какая частота центрального процессора будет после разгона?
Для этого в новых BIOS и UEFI есть заблокированный (неизменяемый пользователем) параметр, отображающий итоговую частоту.
Если он отсутствует, необходимо умножить частоту шины (к примеру, 215 МГц) на множитель (к примеру, 20) и мы получим результат, равный 4300 МГц (или 4,3 ГГц).
Ниже приведена таблица с примерами расчета итоговой частоты процессора:
| Частота шины | Множитель | Вычисление        | Тактовая частота    | Пояснение                                                                   |
| ------------ | --------- | ----------------- | ------------------- | --------------------------------------------------------------------------- |
| 215 МГц      | 20        | 215 x 20 = 4300   | 4300 МГц / 4,30 ГГц | Разгон с изменением шины, в данном случае параметры авторазгона AMD FX 8350 |
| 148 МГц      | 16,5      | 148 x 16,5 = 2442 | 2442 МГц / 2,44 ГГц | Разгон с изменением обоих параметров                                        |
| 100 МГц      | 91        | 100 x 91 = 9100   | 9100 МГц / 9,10 ГГц | Рекордный на данный момент разгон                                           |
| 200 МГц      | 20        | 200 x 20 = 4000   | 4000 МГц / 4,00 ГГц | Стандартные параметры, в данном случае AMD FX 8350                          |
| 200 МГц      | 22        | 200 x 22 = 4400   | 4400 МГц / 4,40 ГГц | Разгон с изменением множителя                                               |